# Inge Behrens
Inge Behrens (* 13. Januar 1942) ist eine ehemalige deutsche Filmeditorin.
Inge Behrens Arbeit als Editorin begann Mitte der 1970er Jahre. Bis 2010 war sie bei über 40 Produktionen für den Filmschnitt verantwortlich, dabei überwiegend fürs Fernsehen.

## Filmografie (Auswahl)
- 1981: Das Ende vom Anfang
- 1983: Klassen Feind
- 1992: Schulz & Schulz IV – Neue Welten, alte Lasten
- 1995: Der Sandmann
- 1995: Balko (Fernsehserie, 3 Folgen)
- 1995: Undercover
- 1997: Das Urteil
- 1998: Solo für Klarinette
- 2000: Gran Paradiso
- 2000: Jenny Berlin – Ende der Angst
- 2001: Späte Rache
- 2003: Liebe Schwester
- 2005: Liebe nach dem Tod (Fernsehfilm)
- 2005: Mitten im Malestream (Dokumentarfilm)
- 2006: Neger, Neger, Schornsteinfeger!
- 2006: Unter anderen Umständen
- 2007: Duell in der Nacht
- 2007: Zeit zu leben
- 2009: Entführt
- 2009: Hinter blinden Fenstern
- 2010: Tod in Istanbul